# 武徳 (明)
武 徳（ぶ とく、生没年不詳）は、元末明初の軍人。本貫は寿州安豊県。

## 生涯
元の至正年間、義兵千戸となった。元が滅びようとしているのを察知し、将軍の張鑑（張明鑑）に早く帰順先を選ぶよう勧めた。張鑑は武徳の言に肯き、連れ立って朱元璋に帰順した。武徳は李文忠に従って池州に赴き、奮戦して流れ矢を右股に受けた。矢を抜くと、平然と戦闘を続けた。於潜・昌化の奪取や厳州の攻略にいずれも参戦して、万戸に進んだ。苗族の将軍の楊完者が烏龍嶺に進軍すると、武徳はこれを襲撃するよう李文忠に勧めた。はその進言に従って楊完者の陣営を攻め崩した。蘭渓を奪取し、諸曁を攻略し、紹興に進攻するにあたって、武徳はいずれも先頭に立って戦い、右臂を負傷しても顧みなかった。李文忠は「将士がみなこのようであったなら、戦って負けることがあろうか」と言って感嘆した。
1362年（至正22年）、蔣英・賀仁徳が叛くと、武徳は李文忠に従って金華を平定し、処州に進攻した。賀仁徳に劉山で遭遇すると、武徳は戈を右股に受けたが、刀で戈を斬って追撃した。賀仁徳は再戦してまた敗走し、その部下に殺された。武徳は凱旋して厳州を守った。2年後、官制が定められると、武徳は管軍百戸となった。李文忠に従って張士誠の兵を諸曁で破り、諸将とともに浦城を救援し、進軍するところの山寨をいずれも下した。李文忠に従って建寧・延平・汀州を下し、福建の山谷の諸寨を全て平定した。管軍千戸に進み、衢州に移駐して守備し、世襲することとされた。呉禎に従って海上を巡視した。呉禎の推挙により武徳は平陽の守備を命じられた。在任8年して致仕した。1381年（洪武14年）、雲南遠征にあたって、武徳は宿将として随行を命じられた。